# Lomariopsis underwoodii
Lomariopsis underwoodii là một loài dương xỉ trong họ Lomariopsidaceae. Loài này được Holttum mô tả khoa học đầu tiên năm 1940.
Danh pháp khoa học của loài này chưa được làm sáng tỏ. 